# لوكاس خواو
لوكاس إدواردو سانتوس خواو (بالبرتغالية: Lucas Eduardo Santos João) هو لاعب كرة قدم برتغالي في مركز الهجوم ولد في يوم 4 سبتمبر 1993 في مدينة لواندا في أنغولا، وسبق له اللعب مع نادي ميرانديلا وناسيونال ماديرا وشيفيلد وينزداي ونادي أم صلال ونادي برسبوليس، كما لعب مع منتخب البرتغال لكرة القدم ويبلغ طوله 192 سم.

## وصلات خارجية
- لوكاس خواو على موقع قاعدة بيانات كرة القدم.إي يو (الإنجليزية)
- لوكاس خواو على موقع ناشيونال فوتبول تيمز (الإنجليزية)
- لوكاس خواو على موقع Soccerbase.com (لاعب) (الإنجليزية)
- لوكاس خواو على موقع Soccerway.com (الإنجليزية)
- لوكاس خواو على موقع عالم كرة القدم.نت (الإنجليزية)
- لوكاس خواو على موقع AS.com (الإسبانية)

- لوكاس خواو على موقع فوتبول زيت زيت